# Missionari di Mariannhill
I missionari di Mariannhill (in latino  Congregatio Missionariorum de Mariannhill) sono un istituto religioso maschile di diritto pontificio: i membri di questa congregazione clericale pospongono al loro nome la sigla C.M.M.

## Storia
La comunità monastica di Mariannhill, nel Natal (Sudafrica), fu fondata nel 1880 dal missionario trappista austriaco Franz Pfanner e fu eretta in abbazia nel 1885: la rigidità della regola trappista ostacolava l'opera di evangelizzazione dei missionari, così il 2 febbraio 1909 papa Pio X rese autonoma la comunità di Mariannhill dall'ordine dei cisterciensi riformati e la trasformò in congregazione religiosa.
Il 17 giugno 1920 l'istituto passò alle dipendenze della congregazione di Propaganda Fide: 10 settembre 1921 venne loro affidato il vicariato apostolico di Mariannhill (diocesi dall'11 gennaio 1951). La congregazione venne approvata definitivamente dalla Santa Sede il 21 marzo 1936.
Esiste anche il ramo femminile delle suore missionarie del Preziosissimo Sangue, sorto nel 1885.

## Attività e diffusione
La principale finalità dei missionari di Mariannhill è l'apostolato missionario, soprattutto tra i pagani: i religiosi si dedicano all'istruzione della gioventù, alla cura dei malati ed all'assistenza dell'infanzia abbandonata.
Sono presenti in Austria, Canada, Germania, Italia, Paesi Bassi, Papua Nuova Guinea, Polonia, Spagna, Stati Uniti d'America, Sudafrica, Svizzera, Zambia e Zimbabwe: la sede generalizia è a Roma.
Alla fine del 2005 la congregazione contava 33 case e 390 religiosi, 214 dei quali sacerdoti.